# Marigny-Brizay
Marigny-Brizay là một xã, tọa lạc ở tỉnh Vienne trong vùng Nouvelle-Aquitaine, Pháp. Xã này có diện tích 20,81 kilômét vuông, dân số năm 2006 là 1106 người. Xã nằm ở khu vực có độ cao từ 61–154 m trên mực nước biển. 

## Hành chính
| Danh sách các xã trưởng |                  |                     |      |         |
| Giai đoạn               | Giai đoạn        | Tên                 | Đảng | Tư cách |
| mars 2001               | tháng 3 năm 2008 | Jean-Claude Lemoine | PS   |         |
| mars 2008               |                  | Joël Bizard         |      |         |

## Biến động dân số
| Năm | 1962 | 1968 | 1975 | 1982 | 1990  | 1999 | 2006  |
| --- | ---- | ---- | ---- | ---- | ----- | ---- | ----- |
| Dân số | 731  | 758  | 737  | 915  | 1 026 | 969  | 1 106 |
| From the year 1962 on: No double counting—residents of multiple communes (e.g. students and military personnel) are counted only once. |      |      |      |      |       |      |       |